# Liste der denkmalgeschützten Objekte in Fuschl am See
Die Liste der denkmalgeschützten Objekte in Fuschl am See enthält die denkmalgeschützten, unbeweglichen Objekte der Gemeinde Fuschl am See.

## Denkmäler
| Foto |                 | Denkmal                                                        | Standort                      | Beschreibung | Metadaten |
| ---- | --------------- | -------------------------------------------------------------- | ----------------------------- | --- | --- |
| ja   | Datei hochladen | Kath. Pfarrkirche hl. Erasmus HERIS-ID: 14559 Objekt-ID: 10796 | Standort KG: Fuschl           | Nachbarocke Saalkirche mit Ostturm von Friedhof umgeben, von 1804 bis 1806 erbaut, 1837 geweiht, 1891 zur Pfarrkirche erhoben. Deckenmalerei Mariä Himmelfahrt von Wolfram Köberl aus 1952. Orgelgehäuse von Ludwig Mooser aus 1856. Das Innenleben der Orgel stammt von Orgelbau Dreher & Reinisch aus dem Jahre 1962. | BDA-Hist.: Q37761001 Status: § 2a Stand der BDA-Liste: 2025-06-30 Name: Kath. Pfarrkirche hl. Erasmus GstNr.: 1158 Pfarrkirche Fuschl am See |
| ja   | Datei hochladen | Sägmühlkapelle HERIS-ID: 14562 Objekt-ID: 10799                | Standort KG: Fuschl           | Die übergiebelte Kapelle mit Marmorrundbogenportal und Spitzbogenfenster wurde 1862/63 errichtet und steht am östlichen Ende der Gemeinde. | BDA-Hist.: Q37761049 Status: § 2a Stand der BDA-Liste: 2025-06-30 Name: Sägmühlkapelle GstNr.: 1243/4 Sägmühlkapelle Fuschl                  |
| BW   | Datei hochladen | Packwerkbau im Fuschlsee HERIS-ID: 14553 Objekt-ID: 10790      | Fuschlsee Standort KG: Fuschl | Überreste von pfahlbauartigen Gebäuden, sogenannten Packwerkbauten, die nach 500 n. Chr. in der Uferzone unmittelbar vor dem heutigen Schloss Fuschl von bajuwarischen Siedlern errichtet wurden und wahrscheinlich in Zusammenhang mit dem Fischfang am Fuschlsee stehen. Sie belegen, dass damals wieder eine Siedlungstätigkeit am See stattfand. Die Reste der sogenannten Packwerkbauten erstrecken sich über die Ufergebiete in der Gemeinde Hof und die angrenzenden Seegebiete in der Gemeinde Fuschl. | BDA-Hist.: Q37760930 Status: Bescheid Stand der BDA-Liste: 2025-06-30 Name: Packwerkbau im Fuschlsee GstNr.: 270/1                           |